# Bouhans-lès-Lure
Bouhans-lès-Lure é uma comuna francesa na região administrativa de Borgonha-Franco-Condado, no departamento de Alto Sona. Estende-se por uma área de 9,11 km². Em 2010 a comuna tinha 325 habitantes (densidade: 35,7 hab./km²).